# Alliswil

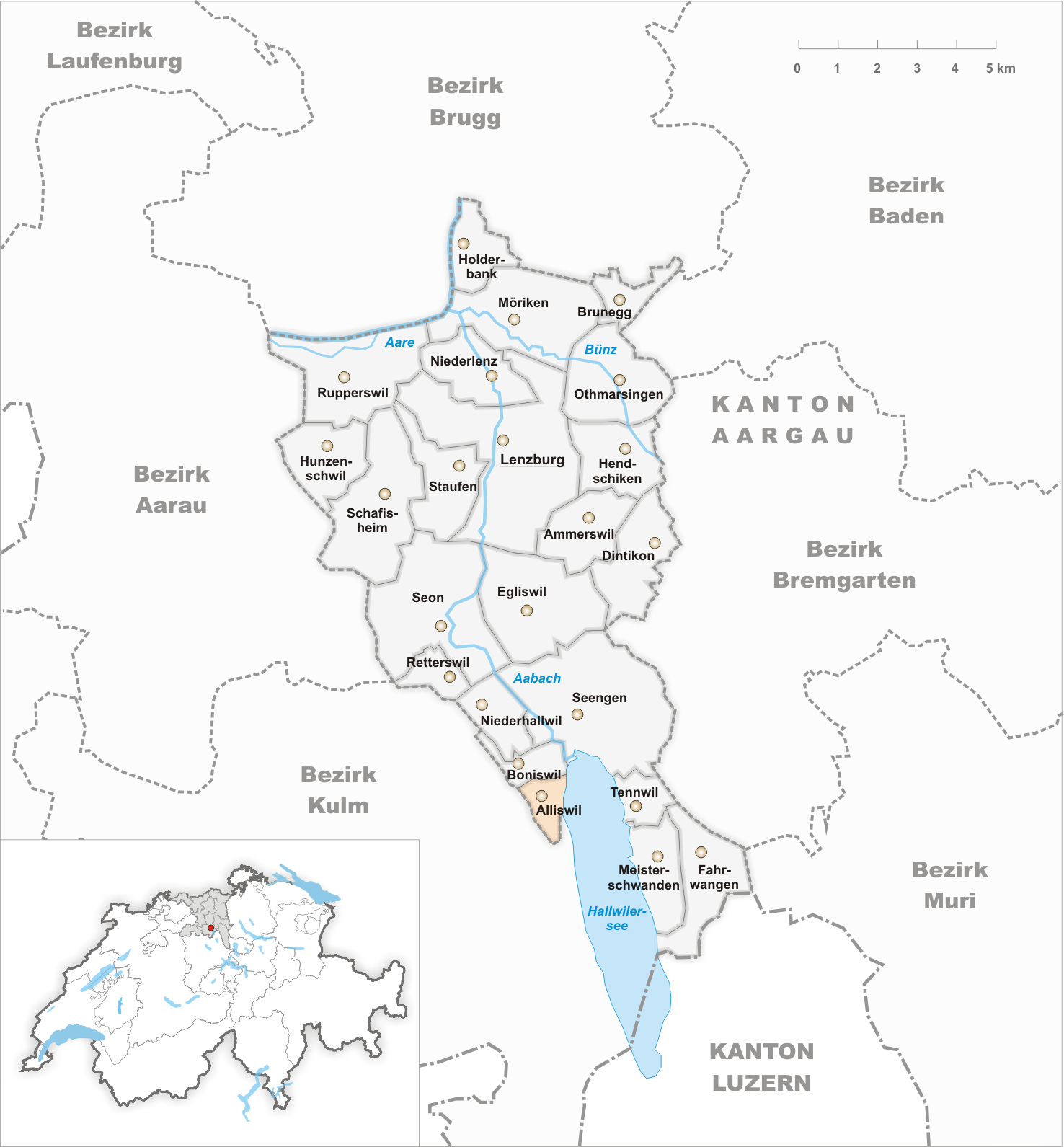
Gemeindestand vor der Fusion am 1. Januar 1899

Alliswil ist eine Ortschaft in der Gemeinde Boniswil des Kantons Aargau in der Schweiz. Die Streusiedlung liegt am Nordwestufer des Hallwilersees und an der Seetalbahn.
Vom 13. Jahrhundert an ist urkundlich die Zugehörigkeit zur Herrschaft Hallwyl nachgewiesen, während das Dorf in kirchlicher Hinsicht zur Pfarrei Seengen gehörte. Als Nebenverdienst betrieben die Alliswiler ab dem 18. Jahrhundert Heimarbeit für die Textilindustrie. Im 19. Jahrhundert kam die Strohflechterei hinzu. 
1822 wurde der Weiler Schwaderhof von der Gemeinde Alliswil abgetrennt und Birrwil zugeteilt. Alliswil war bis 1898 eine selbständige politische Gemeinde. Nach der Fusion mit Boniswil behielt der Ort seine überwiegend landwirtschaftliche Prägung.